# Татарські люди
«Татарські люди», хліборобське населення на східному Поділлі та південно-східній Волині у сточищах річок Случі, Тетерева і Бога, яке, разом зі своїми володарями, болохівськими князями (див. Болохівці) 1240 під час походу Батия на Угорщину піддалося татарам і зобов'язалося (за словами літописця) «сіяти для них пшеницю і просо». Щоб покарати непокірне населення, Данило Романович кілька разів (1241, 1254 — 55) робив на них вдалі походи, не зважаючи на їхню тататарську опіку.